# ГЕС Shíbǎnshuǐ
ГЕС Shíbǎnshuǐ (石板水水电站) — гідроелектростанція у центральній частині Китаю в провінції Чунцін. Знаходячись між ГЕС Niúlánkǒu (20 МВт, вище по течії) та ГЕС Yujiankou, входить до складу каскаду на річці Лонгхе, правій притоці Янцзи.
В межах проекту річку перекрили греблею із ущільненого котком бетону висотою 85 метрів та довжиною 461 метр. Вона утримує водосховище з об'ємом 105,5 млн м3 (корисний об'єм 80 млн м3), в якому припустиме коливання рівня поверхні у операційному режимі між позначками 450 та 480 метрів НРМ (під час повені до 480,6 метра НРМ). Зі сховища через правобережний гірський масив прокладено дериваційний тунель довжиною 6 км.
Основне обладнання станції становлять чотири турбіни — три потужністю по 35 МВт та одна з показником 10 МВт, які використовують напір у 200 метрів та забезпечують виробництво 0,5 млрд кВт-год електроенергії на рік.
Видача продукції відбувається по ЛЕП, розрахованій на роботу під напругою 110 кВ.